# Норді Мукіеле
Норді Мукіеле (фр. Nordi Mukiele, нар. 1 листопада 1997, Монтрей) — французький футболіст конголезького походження, захисник клубу «Парі Сен-Жермен». На умовах оренди грає за леверкузенський «Баєр».

## Клубна кар'єра
Народився 1 листопада 1997 року в місті Монтрей. Вихованець юнацьких команд футбольних клубів «Париж» та «Лаваль». 28 листопада 2014 року в матчі проти «Осера» він дебютував за останній у Лізі 2. Загалом за рідний клуб провів 41 матч у всіх турнірах і забив 2 голи.
На початку 2017 року Мукіеле перейшов в «Монпельє». Сума трансферу склала 1,5 млн євро. 21 січня в матчі проти «Меца» він дебютував у Лізі 1 і за півтора року провів 50 матчів у вищому дивізіоні країни.
30 травня 2018 року перейшов у німецький «РБ Лейпциг», підписавши контракт на п'ять років. Сума трансферу склала 16 млн євро.
Влітку 2022 року Норді Мукіеле за 12 мільйонів євро перейшов до Парі_Сен-Жермен.

## Виступи за збірні
2015 року дебютував у складі юнацької збірної Франції, взяв участь у 3 іграх на юнацькому рівні.
З 2016 року залучався до складу молодіжної збірної Франції. На молодіжному рівні зіграв у 8 офіційних матчах.
Восени 2021 року дебютував в офіційних іграх у складі національної збірної Франції.
| Дата     | Місто        | Господарі | Результат | Гості     | Турнір            | Голи | Примітки |
| -------- | ------------ | --------- | --------- | --------- | ----------------- | ---- | -------- |
| 7-9-2021 | Десін-Шарп'є | Франція   | 2 – 0     | Фінляндія | Відбір до ЧС 2022 | -    | 67'      |
| Усього   |              | Матчів    | 1         |           | Голів             | 0    |          |

## Титули і досягнення
- Володар Кубка Німеччини (1):

«РБ Лейпциг»: 2021-22
- Чемпіон Франції (2):

«Парі Сен-Жермен»: 2022-23, 2023-24
- Володар Кубка Франції (1):

«Парі Сен-Жермен»: 2023-24
- Володар Суперкубка Франції (2):

«Парі Сен-Жермен»: 2022, 2023